# Flint Creek (Oklahoma)
Flint Creek es un lugar designado por el censo ubicado en el condado de Delaware en el estado estadounidense de Oklahoma. En el Censo de 2010 tenía una población de 732 habitantes y una densidad poblacional de 70,79 personas por km².

## Geografía
Flint Creek se encuentra ubicado en las coordenadas 36°10′18″N 94°44′25″O / 36.17167, -94.74028. Según la Oficina del Censo de los Estados Unidos, Flint Creek tiene una superficie total de 16.64 km², de la cual 16.64 km² corresponden a tierra firme y (0%) 0 km² es agua.

## Demografía
Según el censo de 2010, había 732 personas residiendo en Flint Creek. La densidad de población era de 70,79 hab./km². De los 732 habitantes, Flint Creek estaba compuesto por el 66.53% blancos, el 0.55% eran afroamericanos, el 19.4% eran amerindios, el 0.82% eran asiáticos, el 0.14% eran isleños del Pacífico, el 0.96% eran de otras razas y el 11.61% pertenecían a dos o más razas. Del total de la población el 3.14% eran hispanos o latinos de cualquier raza.